# Triodoglossum abyssinicum
Triodoglossum abyssinicum là một loài thực vật có hoa trong họ La bố ma. Loài này được (Chiov.) Bullock miêu tả khoa học đầu tiên năm 1962.